# New York (delstat)
 Denne artikel omhandler delstaten. For andre betydninger af New York, se New York (flertydig).
New York er en delstat i det nordøstlige USA. New Yorks største by hedder i daglig tale også New York, men når man ønsker at skelne mellem byen og staten bruges navnet New York City om byen. Delstaten New York har omkring 19,8 millioner indbyggere (2018), og delstaten blev overhalet af Florida i 2014, hvilket gør New York til den fjerde mest folkerige i USA. New York grænser til Vermont, Massachusetts, Connecticut, New Jersey, Pennsylvania, og Canada.

## Historie
Området havde længe været beboet af stammen lenape, og det blev først udforsket i 1524 af Giovanni da Verrazzano, som navngav området Nouvelle Angoulême (Ny Angoulême) til ære for den franske kong Frans I. En fransk opdagelsesrejsende, Samuel de Champlain, beskrev sine opdagelser i New York i 1608. Et år efter tog Henry Hudson, en englænder, som arbejdede for hollænderne, området i besiddelse. Det blev herefter kaldt New Amsterdam.
Hollænderne, som etablerede handelsstationer ved Hudson River i 1613, erklærede deres overhøjhed over territoriet mellem floderne Connecticut og Delaware, som de kaldte Ny Holland.
I 1663 erhvervede Jakob 2. af England Long Island og andre øer på New England-kysten, og i 1664 udrustede han en bevæbnet ekspedition, som overtog kontrollen med Ny Amsterdam, som herefter blev kaldt New York. Erobringen blev bekræftet af Breda-traktaten i juli 1667. I juli 1673 genindtog en hollandsk flåde New York og holdt området, indtil det blev overdraget til englænderne igen i februar 1674.
New York var en af de 13 oprindelige kolonier, som grundlagde USA. Det var den 11. delstat, som ratificerede USA's forfatning den 26. juli 1788.

## Politik
Ifølge delstatens gældende grundlov, som blev vedtaget i 1894, styres New York efter princippet om tredeling af magten; den udøvende magt ligger hos statens guvernør, den lovgivende magt varetages af delstatens parlament, som har et tokammersystem, og den dømmende magt af New Yorks retssystem. Delstaten har to senatorer i Senatet, 27 medlemmer af Repræsentanternes Hus og 29 valgmandsstemmer ved præsidentvalg.
Delstatshovedstaden i New York er Albany, og delstaten har 62 amter.
Delstaten støtter traditionelt kandidater fra Demokraterne ved nationale valg. Demokraternes præsidentkandidat John Kerry vandt i New York med 18 procentpoint i 2004, mens demokraten Al Gore vandt delstaten med en endnu større margen i 2000. Byen New York er en højborg for det demokratiske parti. Mange af delstatens andre større byområder, såsom Albany, Ithaca, Buffalo, Rochester og Syracuse er også fortrinsvis tilhængere af det demokratiske parti. Det landlige nordlige New York er dog generelt mere konservativt end byerne og plejer at hælde mod det republikanske parti.

## Geografi
New Yorks samlede areal udgør 141.089 km², heraf landareal 122.055,77 km², og delstaten er derfor nr. 27 (i forhold til landareal 30) af 50 i størrelse blandt USA's delstater. Dalen Great Appalachian Valley dominerer landskabet i det østlige New York. Lake Champlain ligger i den nordøstlige del af delstaten, som også rummer Hudson River, som herfra flyder mod syd til Atlanterhavet. Adirondack-bjergene ligger vest for dalen. Det meste af den sydlige del af delstaten ligger på Allegheny-plateauet, som rejser sig fra sydøst mod Catskill-bjergene. Den vestlige del af delstaten har afløb til Allegheny-floden
New York grænser mod de to store søer Lake Erie og Lake Ontario, som er forbundet af Niagara-floden, provinserne Ontario og Quebec i Canada, tre New England-delstater (Vermont, Massachusetts og Connecticut), Atlanterhavet, og de to delstater New Jersey og Pennsylvania. Rhode Island deler en vandgrænse med New York.
Selv om delstaten mest er kendt for New York Citys urbane stemning, især Manhattan's skyskrabere, så er det meste af delstaten domineret af landbrug, skove, floder, bjerge og søer. Naturparken Adirondack State Park er den største naturpark i USA udenfor Alaska. Niagaravandfaldene på Niagara-floden mellem Lake Erie og Lake Ontario er en populær attraktion.

### Byer
Større byer i delstaten er:
- Albany
- Binghamton
- Buffalo
- Elmira
- New York City
- Rochester
- Schenectady
- Syracuse
- Utica
- Yonkers

## Økonomi
New Yorks bruttodelstatsprodukt var i 2005 963,5 mia. USD, det tredjestørste i USA efter Californien og Texas. Hvis New York var en selvstændig nation, ville dens økonomi være den 16. største økonomi i verden efter Sydkoreas. Den gennemsnitlige indkomst var 40.072 USD i 2005, den femtehøjeste i USA. Delstatens landbrugsprodukter omfatter mejeriprodukter, kvægavl, grønsager og frugt. Industrien omfatter bl.a. trykning og udgivelser, videnskabelige instrumenter, elektronisk udstyr, maskiner, kemiske produkter og turisme.
Canada er en vigtig økonomisk partner for delstaten. 23% af statens udlandseksport gik i 2004 til Canada. Turisme nordfra udgør også en væsentlig del af økonomien.
Byen New York er det førende centrum for bank- og finansvirksomhed og kommunikation i USA og New York Stock Exchange, den største børs i verden, målt i omsætning. Mange af verdens største virksomheder er repræsenteret i byen.

## Demografi
I 2006 var New York befolkningsmæssigt den tredjestørste delstat i USA efter Californien og Texas med en anslået befolkning på 19.306.183. Dette var en forøgelse i befolkningen på 329.362 eller 1.7% siden 2000.
Befolkningsmæssigt er New York en langsomt voksende delstat med stor udvandring til andre delstater i USA, især til Florida og Arizona. New York er dog et førende bestemmelsessted for international immigration.

### Etnisk baggrund
De største etniske oprindelsesgrupper i delstaten New York er afroamerikanere (15.8%), italiensk-amerikanere (14.4%), latinamerikanere (14.2%), irsk-amerikanere (12.9%) og tysk-amerikanere (11.1%). I 2004 blev det anslået, at 20.4% af befolkningen var født i udlandet.
New York er hjemsted for den største gruppe af folk fra Puerto Rico og den Dominikanske Republik i hele USA. Bydelen Harlem i New York City har historisk været et væsentligt midtpunkt for afroamerikansk kultur. Queens, også i New York City, er hjemsted for delstatens største asiatisk-amerikanske befolkning.
Ifølge folketællingen i 2000 udgjorde italiensk-amerikanerne den største gruppe i Staten Island og Long Island, fulgt af irsk-amerikanerne. Albany samt den sydøstlige og centrale del af delstaten er overvejende irsk-amerikansk og italiensk-amerikansk. I Buffalo og i det vestlige New York er tysk-amerikanerne den største gruppe, i den nordlige del af staten er det fransk-canadiere.
New York har det største antal af italiensk-amerikanere blandt alle delstater i USA.

### Religion
Katolikker udgør mere end 40% af befolkningen i New York, protestanter 30%, jøder 5%, muslimer 3.5%, buddhister 1%, og 13% har ingen religiøs tilknytning.